# 格雷济亚克
格雷济亚克（法語：Grézillac，法語發音：[ɡʁezijak]）是法国吉伦特省的一个市镇，属于利布尔讷区。

## 地理
格雷济亚克（44°49'4"N, 0°13'0"W）面积7.79 平方千米，位于法国新阿基坦大区吉倫特省，该省份为法国西南部沿海省份，是法國本土面积最大的省，北起滨海夏朗德省，西临大西洋，南至朗德省，东南接洛特-加龍省，东临多爾多涅省。
与格雷济亚克接壤的市镇（或旧市镇、城区）包括：圣叙尔皮斯-德法莱朗、布拉讷、代尼亚克、吉亚克、吕盖尼亚克、穆隆、蒂扎克德屈尔通。

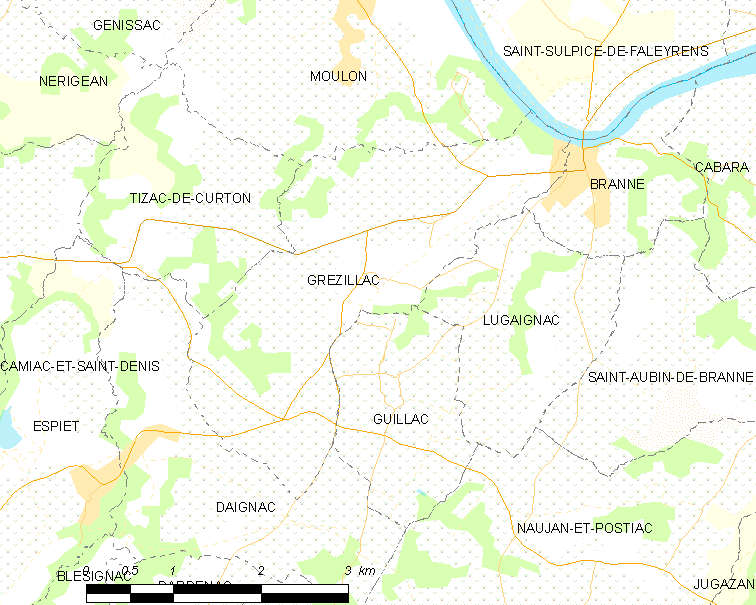
格雷济亚克的OSM定位图

格雷济亚克的时区为UTC+01:00、UTC+02:00（夏令时）。

## 行政
格雷济亚克的邮政编码为33420，INSEE市镇编码为33194。

## 政治
格雷济亚克所属的省级选区为多尔多涅山丘县。

## 人口

1962-2008年间格雷济亚克人口变化图示

格雷济亚克于2022年1月1日时的人口数量为688人。